# Clémence Royer
Clémence Augustine Royer (Nantes, 21 de abril de 1830-Neuilly-sur-Seine, 2 de febrero de 1902) fue una filósofa, científica, traductora y economista francesa. Se convirtió en una figura del feminismo y del pensamiento libre a finales de siglo XIX. Se le debe a Clémence la traducción en francés de El Origen de las especies de Charles Darwin, introduciendo así en Francia el darwinismo en 1862.

## Biografía
Clémence Royer, hija única de Augustin-René Royer y Joséphine-Gabrielle Audouard, nació el 21 de abril de 1830 en Nantes, Bretaña, en el seno de una familia católica y legitimista, de la cual reniega más tarde. Su madre fue una costurera procedente de Nantes, y su padre, originario de Le Mans, fue un oficial del ejército y monárquico legitimista condenado a muerte por su apoyo a las fuerzas contra-revolucionarias. Tras el fracaso de la rebelión de 1832 por la Restauración de la monarquía borbónica, la familia se exilió en Suiza y se estableció durante cuatro años a orillas del lago Lemán antes de volver a Orleans. Allí su padre se entregó a las autoridades y fue juzgado por tomar parte en la rebelión, pero resultó finalmente absuelto.
Royer fue educada principalmente por sus padres hasta los 10 años, momento en el cual fue enviada al convento del Sagrado Corazón en Le Mans. Allí recibió una educación religiosa pero no fue feliz. A los 13 años se mudó con sus padres a París. Adolescente, Royer sobresalió por su habilidad en el bordado y disfrutaba leyendo obras y novelas.
Su padre se separó de su madre y volvió a su ciudad natal en Bretaña, dejando a su mujer y su hija en París. Clémence tiene 18 años cuando se produjo la Revolución de 1848 y se vio muy influida por las ideas republicanas, por lo que abandonó las creencias políticas inculcadas por su padre. Cuando este muere un año más tarde, Clémence se vio obligada a trabajar como ama de llaves para subsistir y cubrir sus necesidades. Aprovecha para leer apasionadamente obras filosóficas y completar así su formación autodidacta en las bibliotecas de sus patrones. Clémence se interesó por la antropología, la economía política, la biología y la filosofía.
En enero de 1854, a la edad de 23 años, empezó a trabajar como profesora en un colegio privado femenino en Haverfordwest, Gales, lo que le permitió perfeccionar su inglés al mismo tiempo. Permaneció un año allí antes de regresar a Francia en la primavera de 1855, donde enseña en un colegio en Turena, y más tarde en un colegio cerca de Beauvais en la primavera de 1856. Según su autobiografía, en este período comenzó a cuestionarse su fe católica.
A partir del verano de 1856 Clémence abandonó su carrera como profesora y se estableció de nuevo en la Suiza francesa, primero en Lausana y más tarde en Cully donde alquiló una habitación de una casa de viñedo en Praz-Perey. En la biblioteca pública de Lausana Clémence dedicó su tiempo al estudio, primero de los orígenes del cristianismo, y más tarde de diversos temas científicos. Además, prosiguió con su famosa traducción de la obra de Darwin al mismo tiempo que impartió clases de lógica y filosofía.
En 1858, inspirada por una conferencia pública de la novelista sueca Frederika Bremer, Royer impartió cuatro conferencias sobre lógica destinadas únicamente a mujeres, las cuales tienen gran éxito. Por esta época Clémence empezó a frecuentar a un grupo de librepensadores franceses exiliados y de republicanos en la ciudad. Así conoció al economista Pascal Duprat, diputado francés exiliado que enseña ciencias políticas en la Universidad de Lausana y edita dos periódicos. Pascal, 15 años mayor que Clémence, estaba casado y tenía un hijo. Más tarde se convirtió en el amante de Royer y padre de su hijo.
Clémence empezó a ayudar a Duprat con la edición del periódico Le Nouvel Économiste, y éste publicita sus conferencias cuando ella imparte una nueva serie de conferencias para mujeres sobre filosofía natural en el invierno de 1859-1860. El editor de Duprat en Lausana imprime la primera conferencia, Introduction à la philosophie des femmes, la cual ofrece un primer testimonio de sus pensamientos y su actitud en lo que respecta al rol de la mujer en la sociedad. Duprat se traslada pronto a Ginebra con su familia mientras que Royer, quien continúa escribiendo comentarios de libros en su diario, permanece en Ginebra durante el invierno de 1860-1861.
Cuando en 1860 el cantón suizo de Vaud le otorga un premio por el mejor ensayo sobre la reforma del impuesto, Royer escribe un libro analizando la historia y la práctica del impuesto, el cual es galardonado con el segundo premio. Su libro es publicado en 1862 bajo el título Théorie de l'impôt ou la dîme social e incluye un debate sobre el rol económico de las mujeres en sociedad y su obligación de tener hijos. Gracias a este libro Clémence comienza a ser conocida fuera de Suiza.
En la primavera de 1861 Royer visita París e imparte una nueva serie de conferencias a las cuales acude la condesa Marie d'Agoult, escritora que comparte muchas de las opiniones republicanas de Royer. Las dos mujeres se hacen amigas y mantienen el contacto por correspondencia. Así, Royer le escribe largas cartas donde añade artículos escritos por ella para el Journal des Économistes.
En 1870 se convierte en la primera mujer admitida en la Société d’anthropologie de Paris, fundada once años atrás por Paul Broca. Allí llevará a cabo sus divulgaciones y defenderá con vigor sus posiciones poco convencionales. Feminista declarada, milita a favor de la instrucción de las mujeres y de la filosofía popular: en 1881 funda la Société des études philosophiques et morales con el objetivo de convertirla en una « enseñanza mutua de filosofía ».
Desconfiada de los utopistas socialistas, declara : « ni utopía ni sueños, sólo el saber real de las cosas ». Clémence colabora en el Journal des femmes y La Fronde con Marguerite Durand y « la gran Séverine ». Su Cours de philosophie naturelle es una tentativa de inspiración enciclopédica para hacer una « síntesis académica ». Miembro fundador de la primera obediencia masónica mixta, « Le Droit humain », es condecorada con la Legión de Honor el 17 de noviembre de 1900.

## La traducción deEl Origen de las especies

### Primera edición (1862)
Charles Darwin estaba impaciente por ver su libro traducido en francés, pero no se conocen exactamente todos los detalles de las negociaciones que atribuyeron la primera traducción de El Origen de las especies a Clémence Royer. Darwin se lo solicitó primero a Louise Belloc, quien declinó la oferta por considerar el libro demasiado técnico. Darwin acudió igualmente a Pierre Talandier, pero este fue incapaz de encontrar un editor.
Clémence Royer conocía bien las obras de Jean-Baptiste Lamarck y de Thomas Malthus por lo que comprendió la importancia del trabajo de Darwin. Su estrecha relación con el editor francés Guillaumin, que publica las tres primeras ediciones francesas de El Origen de las especies, fue probablemente de gran ayuda.
Se sabe que en una carta datada del 10 de septiembre de 1861 Darwin pide a su editor inglés Murray enviar una copia de la tercera edición de El Origen de las especies a « Mlle Clémence-Auguste Royer, visto su acuerdo con un editor para la traducción francesa ». Réné-Édouard Claparède, naturalista suizo de la Universidad de Ginebra que ya había hecho una reseña favorable de El Origen de las especies para la Revue Germanique, se ofreció a ayudarla con la traducción de los tecnicismos en el campo de la biología.
Clémence fue más allá de su rol como traductora y añadió un largo prefacio (64 páginas) en la edición francesa en el cual detalla su interpretación personal de la obra, además de notas a pie de página donde comenta el texto de Darwin. En su prefacio, auténtico panfleto positivista consagrado al triunfo del progreso de la ciencia sobre el oscurantismo, Clémence ataca con vigor las creencias religiosas y el cristianismo, argumenta en favor de la aplicación de la selección natural en la raza humana y detalla lo que ella considera consecuencias negativas resultantes de la protección de los débiles por la sociedad. Denuncia una sociedad en la que el débil predomina por encima del fuerte con el pretexto de una «protección exclusiva y errónea acordada a los débiles, a los lisiados, a los terminales, a todos los errores de la naturaleza». Estas ideas eugenistas precoces (el término será inventado por el primo de Darwin, Francis Galton, en 1883) le valieron una cierta notoriedad.
Clémence modificó deliberadamente el título para que coincida con su punto de vista sobre la teoría de Darwin: la edición de 1862 se tituló Del Origen de las especies o las leyes del progreso en los seres organizados. Este título, así como el prefacio, ponen de manifiesto la idea de una evolución que tiende al progreso, la cual estaba más cerca de la teoría de Lamarck que de las ideas contenidas en la obra de Darwin.
Así, Clémence Royer proyecta sobre El Origen de las especies (el cual no trata de ninguna manera los orígenes del hombre, la aplicación de la selección natural en las sociedades humanas, ni mucho menos el progreso en la sociedad industrial del siglo XIX) sus propias ideas y aspiraciones.
En junio de 1862, después de haber recibido un ejemplar de la traducción francesa, Darwin escribió una carta al botánico estadounidense Asa Gray : « Recibí hace dos o tres días la traducción francesa de El Origen de las especies de Mlle. Royer, quien debe de ser una de las mujeres más inteligentes y originales de Europa : ¡¡¡es una ferviente deísta que odia el cristianismo y declara que la selección natural y la lucha por la vida explica toda la moral, la naturaleza humana, la política, etc.!!! Hace con cierto sarcasmo algunas observaciones curiosas e interesantes y anuncia que va a escribir un libro sobre estos temas, cuán extraña será esta obra ».
Sin embargo, un mes más tarde Darwin comparte sus dudas con el zoólogo francés Armand de Quatrefages : « Hubiera deseado que la traductora conociese mejor la historia natural; debe de ser una mujer inteligente, pero singular; nunca antes había escuchado hablar de ella hasta que se propuso traducir mi libro ». Darwin no estaba satisfecho con las notas a pie de página de Clémence Royer, y se queja de esto en una carta escrita al botánico inglés Joseph Hooker : «Prácticamente en todo El Origen de las especies, donde expongo una gran duda, ¡ ella añade una nota explicando el problema o diciendo que no existe tal problema ! Es realmente curioso ver qué clase de personas ambiciosas hay en el mundo...»

### Segunda y tercera edición (1866, 1870)
Para la segunda edición de la traducción francesa, publicada en 1866, Darwin sugiere a Clémence Royer ciertos cambios y corrige algunos errores. La expresión « las leyes del progreso» fue suprimida del título para hacerlo más próximo al original en inglés: El Origen de las especies por selección natural o las leyes de transformación de los seres organizados. En la primera edición Clémence Royer había traducido natural selection como « elección natural », sin embargo para esta nueva edición fue reemplazado por  « selección natural» con una nota a pie de página donde la traductora explicaba que « elección» era el equivalente en francés del término inglés selection, y que adoptaba finalmente el término « incorrecto» de « selección» conforme al uso establecido en otras publicaciones.
En el prefacio de esta segunda edición Clémence Royer intenta suavizar sus posturas eugenistas expuestas en el prefacio de la primera edición (reproducida íntegramente), pero añade un alegato en favor de la libertad de pensamiento y se defiende de las críticas que había recibido por parte de la prensa católica. En 1867, la opinión de Darwin era claramente más negativa: « La introducción ha sido para mí una sorpresa absoluta, y estoy seguro de que ha perjudicado a mi libro en Francia ». (D. Becquemont en Ch. Darwin, L’Origine de espèces, ed. Flammarion-GF, 2008).
Clémence Royer publicó una tercera edición en 1870 sin avisar a Darwin. Allí añadió de nuevo un prefacio donde critica duramente la teoría de la pangénesis que Darwin había presentado en su obra de 1868 La variación de animales y plantas domesticados. Esta nueva edición no incluía las modificaciones introducidas por Darwin en la 4.ª y 5.ª ediciones inglesas. Cuando Darwin supo de la existencia de esta tercera edición escribió al editor francés Reinwald y al naturalista ginebrino Jean-Jacques Moulinié, quienes ya habían traducido La variación del inglés al francés para poner a punto una nueva traducción a partir de la 5.ª edición de El Origen de las especies.
A pesar de sus recelos, Darwin escribió a Moulinié sugiriéndole que debía estudiar cuidadosamente la traducción de Royer. La publicación de la nueva edición se retrasó debido a la guerra Franco-Prusiana, la Comuna de París y la muerte de Moulinié en 1872. Cuando la nueva traducción francesa apareció finalmente en 1873 incluía en su interior un apéndice describiendo las incorporaciones hechas en la sexta edición inglesa, la cual había sido publicada un año antes.

### Cuarta edición (1882)
En 1882, año de la muerte de Darwin, Clémence Royer publicó una cuarta edición con la editorial Flammarion. En ella incluyó el prefacio de la primera edición y añadió una corta  «advertencia a los lectores de la cuarta edición» (5 páginas). Esta edición fue publicada en 1932, es decir treinta años después de su muerte.

## Obras
Clémence Royer ha dejado una obra abundante y variada que incluye estudios de filosofía, economía, política, historia y numerosos temas anexos.
- Introduction à la philosophie des femmes : cours donné à Lausanne : leçon d'ouverture, Lausanne, A. Larpin, 1859.[37]
- Traducción de una obra de Charles Darwin : De l'origine des espèces ou des lois du progrès chez les êtres organisés, París, Guillaumin & Cie, 1862.[38]
- Les rites funéraires aux époques préhistoriques et leur origine, París, Typographie A. Hennuyer, 1876.[39]
- « Souvenirs de Suisse », La Semaine littéraire, no 82, 1902.[40]

## Testimonios de la prensa española
“Yo no sé si son muchas o pocas las circunvoluciones del cerebro de la mujer, ni la profundidad que alcanzan en tal órgano las cisuras de Silvio y de Rolando; pero de lo que no se puede dudar es de que ha habido siempre señoras que han dejado muy atrás a la gran mayoría de los hombres, lo mismo en ciencias, como madame Clémence Royer, por ejemplo, que en filosofía y literatura, como lo fué D.ª Concepción Arenal y lo es ahora D.ª Emilia Pardo Bazán en nuestro país.” Revista contemporánea (Madrid): Año XIX Tomo 92 - octubre, noviembre, diciembre 1893, p. 5.

“Poco, muy poco, se ha ocupado la prensa de la mujer extraordinaria que fué Clémence Royer. En cambio, ha hecho con prolijidad el panegírico de una señora Ratazzi de Rute, prima de Napoleón III, la cual fue una escritora burguesa, prototipo de esnobismo, habiendo llevado durante mucho tiempo una vida de concupiscencia y de frivolidad. Por su vigorosa mentalidad, ofrece Clémence Royer el tipo de una mujer superior. Si las creaciones femeninas son ligeras de ordinario, dada la poca fuerza de su concepción, en aquella mujer ilustre se advierte, no obstante, un raro poder ideológico. Sus obras tienen una consistencia científica que proclaman la virtud de los métodos positivos, con los que se desarrollaron prodigiosamente sus ideas sobre ética, sociología y cosmología. Preludio triunfal de su carrera fue la traducción de The Origen of Species de Darwin, a la que puso un prólogo de su cosecha individual, el cual se considera como una obra maestra en su género, amén de incluir la crítica más razonada y justa que se hiciera de la obra del gran autor inglés. Luego publicó su libro sobre la Constitución del mundo, fuente de grandes apreciaciones científicas y filosóficas. Con esta obra, que ha sido, empero, poco leída, consolidó su reputación. Escribió, además, una Teoría sobre el impuesto, una historia de las religiones, La naturaleza de lo bello, Historia del pesimismo,Origen del hombre y de las sociedades, Historia del atomismo y algunas otras más. ¿No proclama ese bagaje una robustez cerebral de mayor cuantía? Renán, gran propulsor de la moderna ciencia, consideró a esa mujer como una personalidad genial, sin querer adularla.” La Revista blanca: Año V. Número 90 - 15 marzo 1902, p. 27.